# Liste der Monuments historiques in Briis-sous-Forges
Die Liste der Monuments historiques in Briis-sous-Forges führt die Monuments historiques in der französischen Gemeinde Briis-sous-Forges auf.

## Liste der Bauwerke
| Bezeichnung     | Beschreibung | Standort | Kennzeichnung | Schutzstatus | Datum | Bild |
| --------------- | ------------ | -------- | ------------- | ------------ | ----- | ---- |
| Kirche St-Denis |              | (Lage)   | PA00087834    | Inscrit      | 1958  |      |

## Liste der Objekte
- Monuments historiques (Objekte) in Briis-sous-Forges der Base Palissy des französischen Kultusministeriums